# 4185 Phystech
4185 Phystech este un asteroid din centura principală, descoperit pe 4 martie 1975 de Tamara Smirnova.